# Władysław Pawlak (kartograf)
Władysław Stanisław Pawlak (ur. 26 lipca 1931 w Dobrej koło Limanowej, zm. 3 sierpnia 2016 we Wrocławiu) – polski geograf i kartograf, profesor zwyczajny Uniwersytetu Wrocławskiego, inicjator powstania i redaktor prowadzący Atlasu Śląska Dolnego i Opolskiego.

## Życiorys
W latach 1951–1953 studiował geografię na Uniwersytecie Jagiellońskim w Krakowie. Studia geograficzne ze specjalizacją kartograficzną kontynuował na Uniwersytecie Wrocławskim, kończąc je w 1955. Był wychowankiem m.in. profesora Józefa Wąsowicza, najbliższego współpracownika Eugeniusza Romera.
Pracę zawodową rozpoczął w 1955 roku we wrocławskim wydziale Państwowego Przedsiębiorstwa Wydawnictw Kartograficznych. Był autorem serii fizycznych map ściennych i globusów. W 1964 r. rozpoczął pracę na Uniwersytecie Wrocławskim. W 1968 uzyskał stopień doktora na podstawie rozprawy pt. „Charakter zniekształceń wybranych elementów treści mapy powstałych w procesie generalizacji kartograficznej”. W 1978 otrzymał stopień doktora habilitowanego na podstawie pracy: „Teoretyczne i techniczne problemy cieniowania na mapach”. W roku 1986 został otrzymał tytuł profesora nadzwyczajnego zaś w roku 1995 – profesora zwyczajnego.
W 1980 r. został kierownikiem Zakładu Kartografii UWr i pełnił tę funkcję aż do czasu przejścia na emeryturę w 2002 r.  Wypromował ponad 150 absolwentów specjalności kartografia, siedmiu doktorów, z których troje uzyskało później stopień doktorów habilitowanych. Ponadto był autorem ponad stu prac naukowych oraz podobnej liczby map luźnych i atlasowych, a także redaktorem pięciu atlasów.
Władysław Pawlak był twórcą w roku 1985 i kierownikiem Pracowni Atlasu Dolnego Śląska Uniwersytetu Wrocławskiego. Powstał w niej Atlas Śląska Dolnego i Opolskiego (miał on dwa wydania: 1997 i 2008 r.).
W latach 1978–1981 był dyrektorem Instytutu Geograficznego UWr, a w latach 1987–1990 oraz 1993-2001 – prodziekanem Wydziału Nauk Przyrodniczych UWr. W okresie 1981-87 pełnił funkcję przewodniczącego Komisji Kartograficznej Polskiego Towarzystwa Geograficznego i wiceprzewodniczącego Oddziału Kartograficznego PTG. W latach 2000–2003 był członkiem Zarządu głównego PTG, a w latach 2003–2010 przewodniczył Komisji Rewizyjnej Oddziału Kartograficznego PTG. Od 1998 do 2011 r. pełnił funkcję Przewodniczącego Komitetu Redakcyjnego „Polskiego Przeglądu Kartograficznego”. Ponadto był członkiem Komitetu Nauk Geograficznych Polskiej Akademii Nauk oraz Honorowym Członkiem Stowarzyszenia Kartografów Polskich. 
Odznaczony Złotym Krzyżem Zasługi i Krzyżem Kawalerskim Orderu Odrodzenia Polski, Srebrną Odznaką Za Zasługi w Dziedzinie Geodezji i Kartografii, Złotą Odznaką PTG, Brązowym Medalem Zasługi dla Obronności Kraju, Medalem Polskiego Towarzystwa Geograficznego i Medalem Stowarzyszenia Kartografów Polskich im. Prof. Makowskiego za istotny wkład w rozwój kartografii. Został pochowany na Cmentarzu Osobowickim we Wrocławiu.

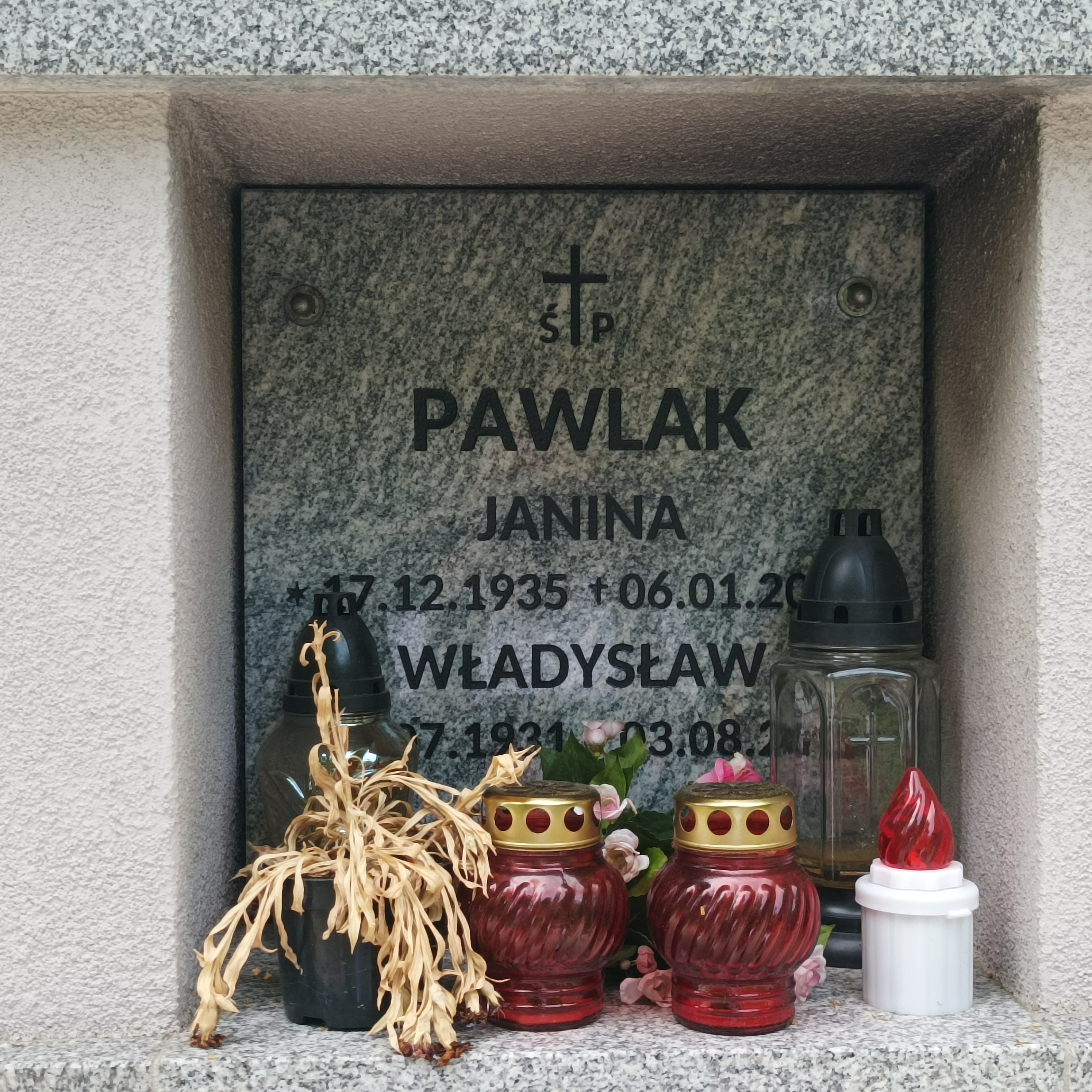
Grób prof. Władysława Pawlaka na Cmentarzu Osobowickim we Wrocławiu